# (10302) 1989 ML
(10302) 1989 ML es un asteroide que forma parte de los asteroides Amor y fue descubierto por Eleanor Francis Helin y Jeffrey Thomas Alu el 29 de junio de 1989 desde el observatorio del Monte Palomar, Estados Unidos. Aún no ha recibido nombre definitivo.

## Características orbitales
1989 ML está situado a una distancia media de 1,272 ua del Sol, pudiendo alejarse hasta 1,446 ua y acercarse hasta 1,099 ua. Tiene una excentricidad de 0,1364 y una inclinación orbital de 4,378 grados. Emplea 524,1 días en completar una órbita alrededor del Sol. El movimiento de 1989 ML sobre el fondo estelar es de 0,6869 grados por día.
1989 ML es un asteroide cercano a la Tierra.

## Características físicas
La magnitud absoluta de 1989 ML es 19,3 y el periodo de rotación de 19 horas. Está asignado al tipo espectral X de la clasificación SMASSII.

## Exploración espacial
El delta-v —o incremento de velocidad desde una órbita terrestre baja— requerido para alcanzar 1989 ML es solamente de 4,8 km/s. Es, por tanto, especialmente fácil y barato de alcanzar por un vehículo espacial.[cita requerida]
1989 ML fue considerado como un objetivo por la misión japonesa Hayabusa, pero tuvo que abandonarse el intento por problemas técnicos. Este es uno de los dos asteroides en consideración por la Agencia Espacial Europea como posible candidato para la misión Don Quijote que estudiará los efectos del impacto de un vehículo espacial en un asteroide.[cita requerida]